# Kismagyaród
Kismagyaród (korábban Lészkócz, Leszkovecz, horvátul: Leskovec) falu Horvátországban Muraköz megyében. Közigazgatásilag Stridóvárhoz tartozik.

## Fekvése
Csáktornyától 17 km-re északnyugatra, községközpontjától Stridóvártól 2 km-re délnyugatra  a Muraközi-dombság területén fekszik.

## Története
A települést 1448-ban "Poss Leskocz in dominio Strydo" alakban említik először. A csáktornyai uradalom része volt. 1456-ig a Cillei család birtoka. Ezután a Cilleiek többi birtokával együtt Vitovec János horvát bán szerezte meg,  de örökösei elveszítették. Hunyadi Mátyás magyar király 1477-ben Ernuszt János budai nagykereskedőnek és bankárnak adományozta, aki megkapta a horvát báni címet is. 1540-ben a csáktornyai Ernusztok kihalása után az uradalom rövid ideig a Keglevich családé, majd 1546-ban I. Ferdinánd király adományából a Zrínyieké lett. Miután Zrínyi Pétert 1671-ben felségárulás vádjával halálra ítélték és kivégezték, minden birtokát elkobozták, így a birtok a kincstáré lett.  III. Károly király 1719-ben a Muraközzel együtt szolgálatai jutalmául elajándékozta Althan Mihály János cseh nemesnek. 1791-ben gróf Festetics György vásárolta meg és ezután 132 évig a tolnai Festeticsek birtoka volt.
Vályi András szerint " LESZKOVECZ. Horvát falu Szala Várm. földes Ura a’ Religyiói Kintstár, lakosai katolikusok, fekszik Stridónak szomszédságában, és annak filiája, határja sovány."
A trianoni békeszerződésig Zala vármegye Csáktornyai járásához tartozott.

## Népessége
1910-ben 133, túlnyomórészt horvát lakosa volt.
2001-ben 112 lakosa volt.

## Külső hivatkozások
- A Stridóvári turisztikai hivatal honlapja
- Stridóvár a Muraköz információs portálján